# 24 ur Le Mansa 1932
24 ur Le Mansa 1932 je bila deseta vzdržljivostna dirka 24 ur Le Mansa. Potekala je 18. in 19. junija 1932.

## Rezultati

### Uvrščeni
| Poz | Razred | Št | Moštvo                | Dirkači                                   | Šasija                  | Motor                           | Krogi |
| --- | ------ | -- | --------------------- | ----------------------------------------- | ----------------------- | ------------------------------- | ----- |
| 1   | 3.0    | 8  | Raymond Sommer        | Raymond Sommer Luigi Chinetti             | Alfa Romeo 8C 2300LM    | Alfa Romeo 2.3L Supercharged I8 | 218   |
| 2   | 3.0    | 11 | Soc. Anon. Alfa Romeo | Franco Cortese Giovanni Battista Guidotti | Alfa Romeo 8C 2300LM    | Alfa Romeo 2.3L Supercharged I8 | 216   |
| 3   | 3.0    | 6  | Arthur W. Fox         | Brian E. Lewis Tim Rose-Richards          | Talbot AV105            | Talbot 3.0L I6                  | 180   |
| 4   | 2.0    | 18 | Mme. Odette Siko      | Odette Siko Louis Charavel                | Alfa Romeo 6C 1750      | Alfa Romeo 1.7L I6              | 179   |
| 5   | 1.5    | 20 | Aston Martin Ltd.     | Sammy Newsome Henken Widengren            | Aston Martin 1½ Le Mans | Aston Martin 1.5L I4            | 174   |
| 6   | 1.5    | 23 | Jean Sébilleau        | Jean Sébilleau Georges Delaroche          | Bugatti Type 40         | Bugatti 1.5L I4                 | 172   |
| 7   | 1.5    | 21 | Aston Martin Ltd.     | A.C. Bertelli Pat Driscoll                | Aston Martin 1½ Le Mans | Aston Martin 1.5L I4            | 168   |
| 8   | 1.1    | 29 | Ecurie de l'Ours      | Charles Auguste Martin Auguste Bodoignet  | Amilcar CO              | Amilcar 1.1L I6                 | 151   |
| 9   | 1.1    | 26 | Roger Labric          | Roger Labric Yves Giraud-Cabantous        | Caban Spéciale          | Caban 1.1L I4                   | 146   |

### Odstopi
| Poz | Razred | Št | Moštvo                | Dirkači                                | Šasija                  | Motor                           | Krogi |
| --- | ------ | -- | --------------------- | -------------------------------------- | ----------------------- | ------------------------------- | ----- |
| 10  | 3.0    | 16 | Stanislas Czaykowski  | Stanislas Czaykowski Ernest Friederich | Bugatti Type 55         | Bugatti 2.3L I8                 | 180   |
| 11  | 1.1    | 22 | Just-Emile Vernet     | Just-Emile Vernet Fernand Vallon       | Salmson GS              | Salmson 1.1L I4                 | 111   |
| 12  | 3.0    | 9  | Lord Howe             | Lord Howe Henry Birkin                 | Alfa Romeo 8C 2300LM    | Alfa Romeo 2.3L Supercharged I8 | 110   |
| 13  | 1.5    | 24 | Charles Druck         | Charles Druck Lucien Virlouvet         | Bugatti Type 40         | Bugatti 1.5L I4                 | 98    |
| 14  | 750    | 32 | Francis Samuelson     | Francis Samuelson Norman Black         | MG C Midget             | MG 0.7L I4                      | 57    |
| 15  | 1.5    | 22 | Aston Martin Ltd.     | Kenneth Peacock Jack Bezzant           | Aston Martin 1½ Le Mans | Aston Martin 1.5L I4            | 53    |
| 16  | 3.0    | 12 | "Heldé"               | Pierre-Louis Dreyfus Mariette Delangle | Alfa Romeo 8C 2300      | Alfa Romeo 2.3L Supercharged I8 | 25    |
| 17  | 3.0    | 15 | Guy Bouriat           | Guy Bouriat Louis Chiron               | Bugatti Type 55         | Bugatti 2.3L I8                 | 23    |
| 18  | 3.0    | 10 | Soc. Anon. Alfa Romeo | Ferdinando Minoia Carlo Canavesi       | Alfa Romeo 8C 2300      | Alfa Romeo 2.3L Supercharged I8 | 22    |
| 19  | 8.0    | 1  | Henri Stoffel         | Marcel Foucret Paul Foucret            | Mercedes-Benz SSK       | Mercedes-Benz 7.1L I6           | 22    |
| 20  | 8.0    | 3  | E.H. Brisson          | Éduoard Brisson Joseph Cattaneo        | Stutz DV32              | Stutz 5.4L I8                   | 19    |
| 21  | 3.0    | 14 | Princ Djordjadze      | Attilio Marinoni Angelo Guatta         | Alfa Romeo 8C 2300      | Alfa Romeo 2.3L Supercharged I8 | 14    |
| 22  | 1.1    | 27 | Roger Labric          | Gustave Duverne Georges Boréal         | B.N.C.                  | B.N.C. 1.1L I4                  | 9     |
| 23  | 1.1    | 30 | John Ludovic Ford     | John Ludovic Ford Maurice Baumer       | Alta                    | Alta 1.1L I4                    | 6     |
| 24  | 1.5    | 25 | Jean Danne            | Jean Danne Jacques Gergaud             | Rally NCP               | Rally 1.4L I4                   | 6     |
| 25  | 5.0    | 5  | Jean Trévoux          | Jean Trévoux "Mary"                    | Bentley Blower C        | Bentley 4.4L Supercharged I4    | 1     |

### Statistika
- Najhitrejši krog - #10 Soc. Anon. Alfa Romeo - 5:41
- Razdalja - 2954.038km
- Povprečna hitrost - 123.084km/h

### Dobitniki nagrad
- 8th Bienniel Cup - #21 Aston Martin Ltd.
- Index of Performance - #8 Raymond Sommer